# Kévin Mauvieux
Kévin Mauvieux, né le 9 septembre 1991 à Pont-Audemer (Eure), est un homme politique français.
Ancien responsable de  l'UMP, il est membre du Rassemblement national depuis 2022, il est élu député dans la 3e circonscription de l'Eure en 2022.
Il est également conseiller municipal de Pont-Audemer depuis 2020.

## Biographie
Kévin Mauvieux, né le 9 septembre 1991 à Pont-Audemer, est titulaire d’un baccalauréat économique et social (ES) et d’une licence en économie, obtenue à l’Université de Rouen[réf. nécessaire]. Il est conseiller en assurance.
Il adhère à l'âge de dix-huit ans à l'Union pour un mouvement populaire (UMP) et est rapidement nommé référent du parti dans la 3e circonscription de l'Eure.
Conseiller municipal de Pont-Audemer et conseiller de la communauté de communes de Pont-Audemer / Val de Risle, il quitte LR en 2020, regrettant la proximité de son parti avec la majorité présidentielle.
Il adhère au RN en 2022 et est candidat aux élections législatives de 2022 dans la 3e circonscription de l'Eure. Il est élu député le 19 juin 2022. Il siège au sein du groupe RN et est membre de la commission des Finances de l'Assemblée nationale.
Le 15 septembre 2023[réf. souhaitée], Kévin Mauvieux est désigné porte-parole du groupe Rassemblement national.
Le 7 juillet 2024 il est réélu député lors des élections législatives dans la même circonscription qu'en 2022 avec 56,8% des suffrages exprimés contre 43,2% pour son adversaire Marie Tamarelle-Verhaeghe.